# Войновка (Полтавская область)
Войновка (укр. Войнівка) — село,
Войновский сельский совет,
Чутовский район,
Полтавская область,
Украина.
Код КОАТУУ — 5325480401. Население по переписи 2001 года составляло 542 человека.
Является административным центром Войновского сельского совета, в который, кроме того, входят сёла
Виноминовка и
Сторожевое.

## Географическое положение
Село Войновка находится на левом берегу реки Коломак,
выше по течению на расстоянии в 1 км расположено село Виноминовка,
ниже по течению на расстоянии в 0,5 км расположено село Зеленковка.
Река в этом месте извилистая, образует лиманы, старицы и заболоченные озёра.
Рядом проходит автомобильная дорога М-03.

## Известные уроженцы, жители
- Марченко, Григорий Кириллович (1922-2002) — советский хозяйственный, государственный и политический деятель.

## Экономика
- ЧП «Зоря».

## Объекты социальной сферы
- Школа.
- Клуб.